# Surville (Calvados)
Surville település Franciaországban, Calvados megyében. Lakosainak száma 474 fő (2022. január 1.). Surville Pont-l'Évêque, Saint-André-d’Hébertot, Saint-Gatien-des-Bois, Saint-Julien-sur-Calonne és Vieux-Bourg községekkel határos.

## Népesség
A település népessége az elmúlt években az alábbi módon változott:
| Lakosok száma | 203  | 243  | 290  | 436  | 438  | 434  | 442  | 452  | 463  | 474  |
|               | 1968 | 1982 | 1990 | 2006 | 2013 | 2015 | 2017 | 2019 | 2020 | 2022 |